# Vlag van Bemelen

Gemeentevlag van Bemelen (tot 1982)

Dorpsvlag van Bemelen

De vlag van Bemelen was de onofficiële gemeentelijke vlag van de voormalige Nederlands-Limburgse gemeente Bemelen. Een variant ervan is de dorpsvlag van het dorp Bemelen.

## Onofficiële gemeentevlag
De vlag is nooit officieel vastgesteld als de gemeentelijke vlag van de gemeente Bemelen, maar werd de facto wel als zodanig gebruikt. Sinds 1982 is de vlag niet langer als gemeentevlag in gebruik, aangezien de gemeente Bemelen in dat jaar opging in de gemeente Margraten. De vlag kan als volgt worden beschreven:
Twee banen van gelijke hoogte in zwart en geel.
De kleuren zijn ontleend aan het gemeentewapen van Bemelen.

## Dorpsvlag
De dorpsvlag van Bemelen kan als volgt worden beschreven:
Twee banen van gelijke hoogte in zwart en geel, met aan de hijszijde over het geheel het gemeentewapen, met kroon.

### Verwante afbeelding

Wapen van Bemelen

Ambt Montfort 
· Amby 
· Arcen en Velden 
· Baexem 
· Beegden 
· Belfeld 
· Bemelen 
· Berg en Terblijt 
· Bocholtz 
· Born 
· Broekhuizen 
· Cadier en Keer 
· Echt 
· Eijsden 
· Elsloo 
· Eygelshoven 
· Geleen 
· Grathem 
· Grubbenvorst 
· Haelen 
· Heel 
· Heel en Panheel 
· Heer 
· Helden 
· Herten
· Heythuysen 
· Hoensbroek 
· Horn 
· Horst 
· Hulsberg 
· Hunsel 
· Kessel 
· Klimmen 
· Limbricht 
· Linne 
· Maasbracht 
· Maasbree 
· Margraten 
· Meerlo-Wanssum 
· Meijel 
· Melick en Herkenbosch 
· Montfort 
· Munstergeleen 
· Neer 
· Nieuwenhagen 
· Nieuwstadt 
· Nuth 
· Ohé en Laak 
· Onderbanken 
· Ottersum 
· Posterholt 
· Roggel 
· Roggel en Neer 
· Schaesberg 
· Schinnen 
· Sevenum 
· Sint Odiliënberg 
· Sittard 
· Stevensweert 
· Stramproy 
· Susteren 
· Swalmen 
· Tegelen 
· Thorn 
· Ubach over Worms 
· Ulestraten 
· Urmond 
· Valkenburg-Houthem 
· Vlodrop 
· Wessem 
· Wittem
Altweerterheide
· Belfeld
· Bemelen
· Blerick
· Blitterswijck
· Grevenbicht
· Obbicht
· Sittard
· Steyl
· Wijnandsrade